# Bure-les-Templiers
Bure-les-Templiers ist eine französische Gemeinde mit 135 Einwohnern (Stand 1. Januar 2022) im Département Côte-d’Or in der Region Bourgogne-Franche-Comté. Sie gehört zum Kanton Châtillon-sur-Seine und zum Arrondissement Montbard. 
Nachbargemeinden sind Recey-sur-Ource im Nordwesten, Menesble im Norden, Colmier-le-Bas und Chaugey im Nordosten, Villars-Santenoge im Osten, Poinson-lès-Grancey im Südosten, Beneuvre im Süden, Minot im Südwesten und Saint-Broing-les-Moines und Terrefondrée im Westen.

## Bevölkerungsentwicklung
| Jahr                       | 1962 | 1968 | 1975 | 1982 | 1990 | 1999 | 2008 | 2015 |
| -------------------------- | ---- | ---- | ---- | ---- | ---- | ---- | ---- | ---- |
| Einwohner                  | 235  | 211  | 172  | 154  | 130  | 150  | 130  | 138  |
| Quellen: Cassini und INSEE |      |      |      |      |      |      |      |      |

## Sehenswürdigkeiten

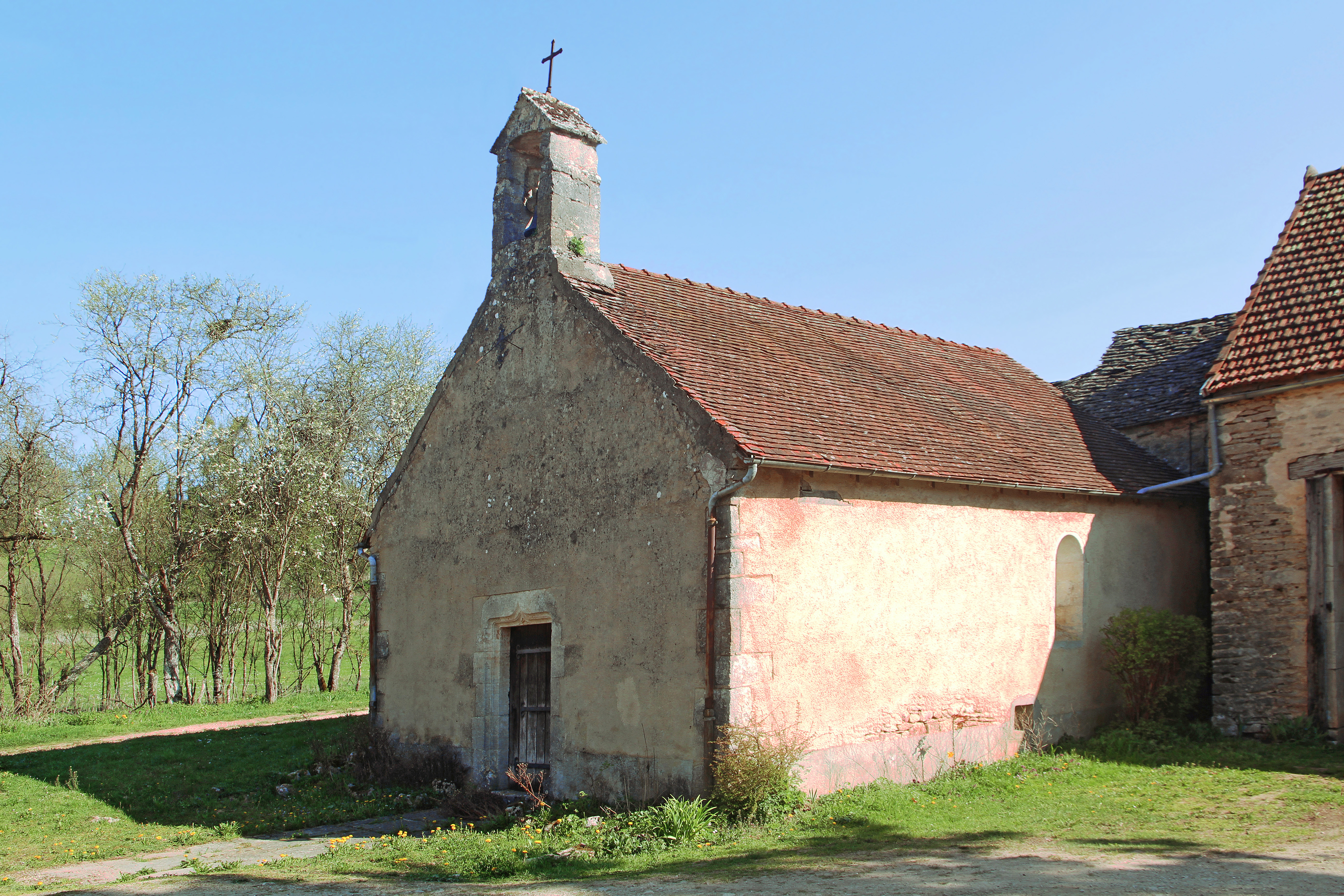
Die romanische Kapelle Saint-Renobert de Romprey, seit 1996 ein Monument historique
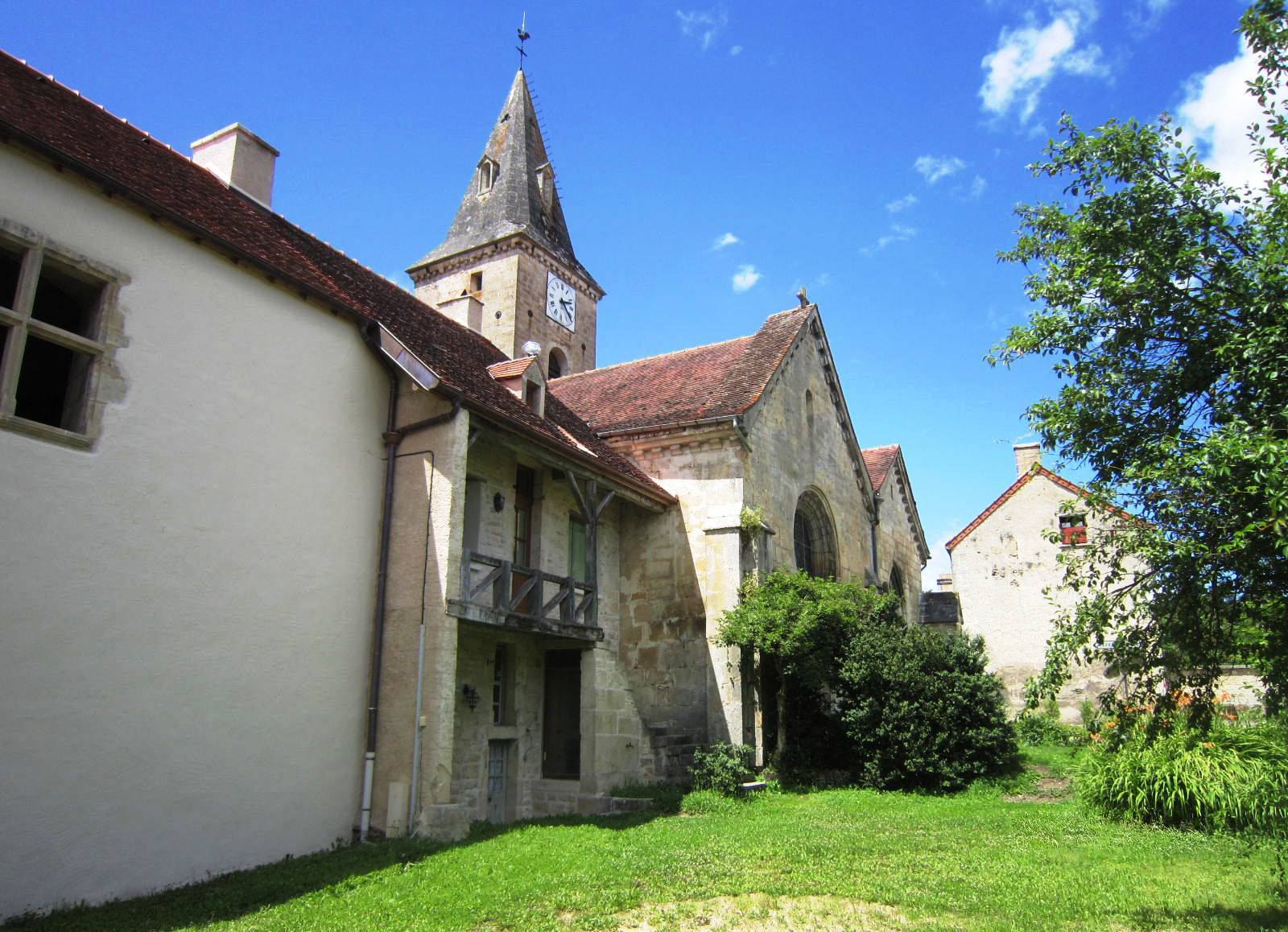
Die romanische Kirche Saint-Julien, seit 1927 ein Monument historique
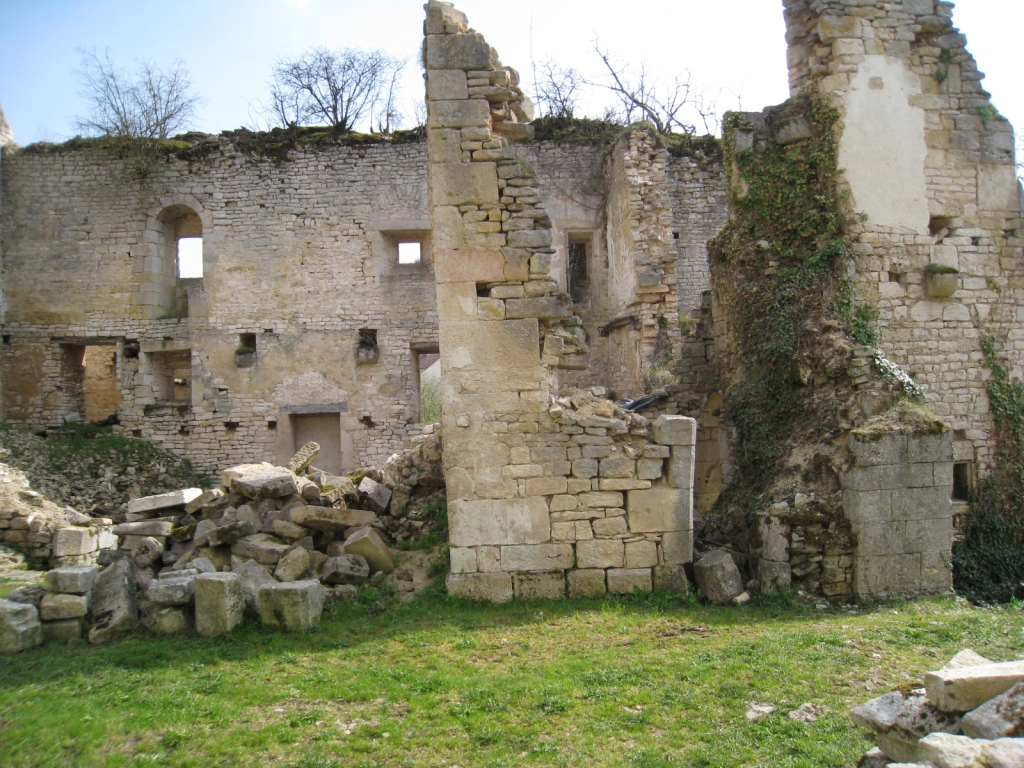
Burgruine
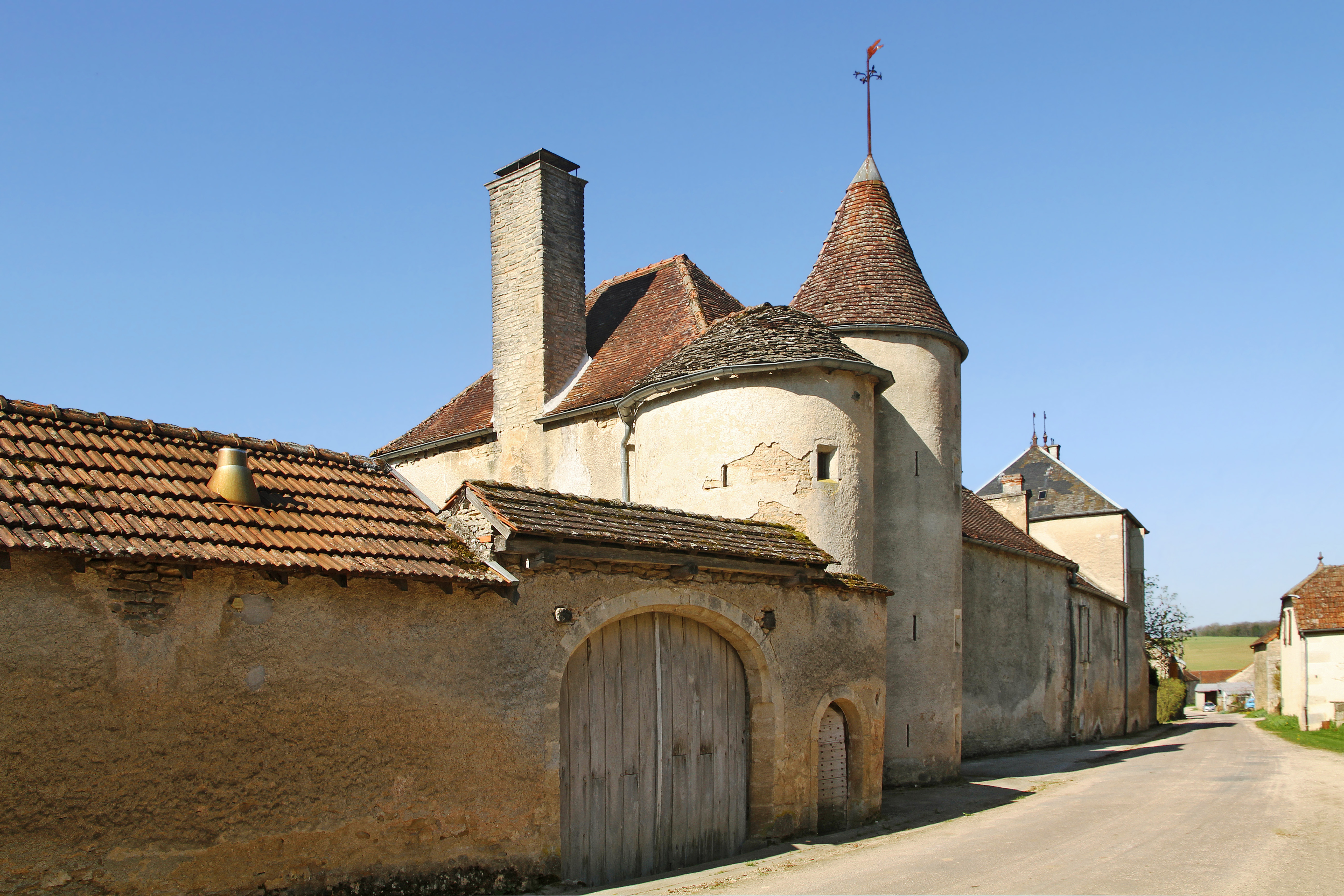
Das Schloss im Ortsteil Romprey